# Chief Communications Officer (CCO)
El director comunicación o Chief Communications Officer ( CCO ) es el director del departamento de comunicación, relaciones públicas o asuntos públicos de una organización. Normalmente, el CCO de una organización informa al director general (CEO) y formará parte del consejo de administración. El CCO estará formado en el ámbito de la comunicación, pero contará con conocimientos sobre inteligencia contextual, al igual que estará muy informado acerca de las tendencias en el sector. 

## Función
El CCO de una compañía es la figura responsable de la gestión de intangibles como la comunicación, la reputación, la marca o los asuntos públicos. Este ejecutivo es responsable de la comunicación de la compañía con los distintos stakeholders, incluyendo empleados, accionistas, medios de comunicación, miembros influyentes de la comunidad empresarial, la prensa, la administración y el público. La mayoría de organizaciones confiarán en el CCO para aconsejar y participar en decisiones que puedan impactar en la reputación de la empresa.
La función de CCO es clave como mano derecha del CEO. Este tiene, además, tres dimensiones: la fundacional (líder estratégico), la integradora (rompe los silos y propicia la participación) y la de constructor de sistemas de engagement digital (mantiene a la organización a la vanguardia en materia de innovación y tecnología) Además del título de Chief Communications Officer, también existen títulos comparables como Vicepresidente de Comunicaciones Corporativas, Vicepresidente de Asuntos Públicos o Agente de Información Pública en organizaciones gubernamentales.

## Formación
La formación del CCO pasa conocer la gestión de la comunicación con los distintos stakeholders. Su formación puede incluir periodismo, publicidad y relaciones públicas, marketing y formación complementaria como MBA o cursos de especialización en comunicación estratégica o gestión de intangibles. En muchos casos, el CCO necesitará asumir la responsabilidad de los planes, estrategias y resultados en la organización. Más allá de la tradicional función de comunicación, el CCO como líder debe:  Archivado el 3 de septiembre de 2019 en Wayback Machine.
- Gestionar la reputación, valores y cultura de forma transversal en la empresa.
- Diseñar sistemas, planes y procesos, como puede ser la implantación de estrategias de social media.
- Definir y activar el carácter corporativo.
- Desarrollar y publicar contenido para los distintos públicos externos.
- Analizar los datos para comprender cuál es la visión de los stakeholders sobre la empresa.

## Para más información
- Korn/Ferry Study (2009)

- Datos: Q3659898